# Lahovice
Lahovice (en allemand Lahowitz) est un quartier pragois situé dans le sud-ouest de la capitale tchèque, appartenant à l'arrondissement de Prague 16, d'une superficie de 202,8 hectares est un quartier de Prague. En 2018, la population était de 346 habitants. 
La ville est devenue une partie de Prague en 1968.